# Лузофон
Лузофони се наричат хората и народите, при които португалският език е майчин или придобит, т.е. говорещите португалски език хора, за които се счита, че са около 223 милиона. Думата произлиза от провинцията на Римската империя Лузитания, която е обхващала сегашната територия на Португалия.
Терминът лузофон се отнася и до хората, чиито културни интереси и занимания са свързани с използването на португалския език, без това да се свързва с етническата им принадлежност. Литературната награда Камоинш се дава именно автори лузофони.
Лузофони официално са жителите на Португалия и на бившите португалски колонии. В тези държави португалският език е съхранен като официален и след разпадането на Империята и контактите от различен характер между тези държави са много тесни. През 1996 г. е учредена Общност на португалоезичните държави. Тези държави неофициално се наричат и Лузосфера.
Лузофонски държави са:
- Португалия;
- Бразилия;
- Мозамбик;
- Ангола;
- Кабо Верде;
- Гвинея-Бисау;
- Сао Томе и Принсипи;
- Източен Тимор;
- Макао;
- някои провинции, като: Гоа в Индия, Галисия в Испания и др.